# Moonie Nunatak
Moonie Nunatak är en nunatak i Antarktis. Den ligger i Östantarktis. Australien gör anspråk på området. Toppen på Moonie Nunatak är 472 meter över havet.
Terrängen runt Moonie Nunatak är platt åt sydost, men åt nordväst är den kuperad. Terrängen runt Moonie Nunatak sluttar norrut. Trakten är obefolkad. Det finns inga samhällen i närheten. 